# 苇沙河镇
苇沙河镇，是中华人民共和国吉林省白山市临江市下辖的一个乡镇级行政单位。

## 行政区划
苇沙河镇下辖以下地区：
苇沙河第一社区、苇沙河第二社区、西岗第一社区、西岗第二社区、苇沙河村、四道河子村、错草村、大松树村和白马浪村。